# Michael Prelle
Michael Prelle (* 1951 in Hamburg) ist ein deutscher Schauspieler, Hörspiel- und Synchronsprecher.

## Leben
Michael Prelle wuchs in den Hamburger Stadtteilen Rahlstedt und Dulsberg auf. Nach dem Abitur studierte er zunächst Germanistik und Anglistik, absolvierte dann aber von 1970 bis 1973 seine Ausbildung zum Schauspieler an der Hochschule für Musik und Theater in seiner Geburtsstadt. Erste Stationen seiner Bühnenlaufbahn waren von 1972 bis 1974 das Thalia Theater und daran anschließend bis 1980 das Schauspielhaus der Hansestadt. Danach wechselte er ans Schauspielhaus Düsseldorf, dessen Ensemble er bis 1984 angehörte. Es folgte ein 17-jähriges Engagement am Schauspiel Bonn, ehe Prelle 2001 ans Deutsche Theater Berlin ging, wo er bis 2005 auf der Bühne stand. Seit 2006 gehört er erneut dem Ensemble des Hamburger Schauspielhauses an. 2017 wird er in einer Inszenierung von Karin Henkel (Rose Bernd von Gerhart Hauptmann) bei den Salzburger Festspielen debütieren.
Neben seiner Bühnentätigkeit arbeitet Michael Prelle auch regelmäßig vor der Kamera. Anfang der 1980er Jahre hatte er Gastrollen in der ARD-Vorabendserie St. Pauli-Landungsbrücken und wirkte in zwei Tatort-Episoden mit. Es folgten seit Beginn der 2000er Jahre weitere Aufgaben in verschiedenen Filmen und Serien wie Großstadtrevier, Danni Lowinski oder Notruf Hafenkante. Von 2015 bis 2024 spielte er den Polizeipräsidenten Plocher in der humorvollen Krimiserie Rentnercops.
Darüber hinaus wirkte Michael Prelle bis heute in zahlreichen Hörfunkproduktionen verschiedener Sender mit und ist auch als Synchronsprecher tätig. So lieh er beispielsweise Frank Langella in dem Film Draft Day seine Stimme oder seinem schwedischen Kollegen Lars-Erik Berenett in acht Folgen der Serie Real Humans – Echte Menschen.
2006 übernahm er die Doppelrolle Edgar Caswell beziehungsweise Weisthor in der Hörspielserie Die Schwarze Sonne von Lausch, von der bis 2010 insgesamt zehn Folgen veröffentlicht wurden.
Daneben hat Prelle eine Dozentur im Fach Rollenarbeit am Institut für Schauspiel, Drama und Film in Hamburg, wo er auch lebt.

## Filmografie (Auswahl)
- 1979: Perichole
- 1980: Tatort – Der gelbe Unterrock
- 1981: St. Pauli-Landungsbrücken – Zehn Stunden landfrei
- 1982: Tatort – Der unsichtbare Gegner
- 1982: St. Pauli-Landungsbrücken – Das Geheimnis
- 1984: Nebenwirkungen
- 1991: Verurteilt: Anna Leschek
- 1994: Stadtklinik – Die Lüge
- 1996: Die Wache – Kurzes Glück
- 2004: Die Albertis – Dreimal Liebe täglich
- 2006: Grenzgänger
- 2008: Einsatz in Hamburg – Ein sauberer Mord
- 2009: Küstenwache – Tödliche Gier
- 2009: Die Pfefferkörner – Maries Alleingang
- 2010: Notruf Hafenkante – Karten lügen nicht
- 2010: Tatort – Familienbande
- 2011: Danni Lowinski – Monster
- 2011: Tatort – Der illegale Tod
- 2012: Tod einer Brieftaube
- 2012: Großstadtrevier – Schiff ohne Zukunft
- 2013: Polizeiruf 110 – Fischerkrieg
- 2013: Heiter bis tödlich: Zwischen den Zeilen – Lieber reich und tot
- 2013: Heiter bis tödlich: Morden im Norden – Jackpot
- 2013: Willkommen auf dem Land
- 2013: Das Paradies in uns
- 2013: Beste Freundinnen
- 2014: Großstadtrevier – Keine Angst
- 2014: Kommissar Dupin: Bretonische Verhältnisse
- 2014: Von jetzt an kein Zurück
- 2014: Bis zum Ende der Welt
- 2015: Notruf Hafenkante – Wo ist Papa?
- 2015–2024: Rentnercops
- 2015: Mein gebrauchter Mann
- 2015: Familie verpflichtet
- 2015: Einmal Hallig und zurück (Fernsehfilm)
- 2016: Tatort – Feierstunde
- 2016: Polizeiruf 110 – Endstation
- 2017: Nord bei Nordwest – Estonia
- 2018: Extraklasse
- 2024: Alle nicht ganz dicht (Fernsehfilm)

## Hörspiele (Auswahl)
- 1979: Der Kommissar, der keinen Verdacht hatte – Regie: Hans Rosenhauer
- 1984: Ticket nach Rio – Regie: Heinz Wilhelm Schwarz
- 1987: Unsere Not ist Deine Not – Unser Leid ist Dein Leid – Regie: Manfred Brückner
- 1988: E I S – Regie: Heinz Dieter Köhler
- 1988: Mangelnde Chemiekenntnisse – Regie: Heinz Dieter Köhler
- 1991: Der Baum des Haders (3 Teile) – Regie: Klaus Mehrländer
- 1992: Der Engel – Regie: Giorgio Bandini
- 1994: Robert Blum – ein Museumsstück – Regie: Manfred Brückner
- 1995: Die langersehnte Reise – Regie Georges Jourdain
- 1998: Meine Abenteuer im Weltall – Regie: Klaus-Michael Klingsporn
- 2005: Jenseits der Deadline – Regie: Christian Berner und Frank Schültge
- 2009: Schweigeminute – Regie: Sven Stricker
- 2009: Das Holzschiff – Regie: Kai Grehn
- 2011: Tschick – Regie: Iris Drögekamp
- 2013: Nur Nachts – Regie: Harald Krewer
- 2014: Geheimsache Labskaus – Regie: Hans Helge Ott
- 2015: Der katholische Bulle – Regie: Sven Stricker
- 2016: Tintentod – Regie: Frank Gustavus
- 2019: Die drei ??? und der dunkle Taipan (live Tour) - Regie: Kai Schwind
- seit 2021: Geisterjäger John Sinclair – Regie: Dennis Ehrhardt

## Auszeichnungen
- 1986 und 1988: Nominierung zum Schauspieler des Jahres durch Theater heute[8]
- 1994: Hersfeld-Preis

Außerdem zwischen 1985 und 2001 diverse Nominierungen als "Bester Schauspieler" durch "Neues Rheinland"